# Narám-Szín sztéléje
Narám-Szín sztéléje Agade város királyának domborműves emlékköve. Az i. e. 23. században készült homokkőből. A képmező főalakjaként a király látható, amint ellenséges katonák holttestein keresztül egy hegyre kapaszkodik felfelé. A harcoló uralkodót hadserege szinte nézőként követi. Az ilyen nézőpontú ábrázolás később, az asszírok idején is szokásban maradt, a győzelem mindig kizárólag az uralkodó érdeme. Ez a szemléletmód a mai napig fennmaradt, amikor arról beszélünk, hogy valamely hadvezér győzelmet aratott, és nem arról, hogy egy bizonyos haderő vitte véghez.
A reliefművészet egyik kiemelkedő alkotása. A szövegmező a jobb felső részen kicsiny, kevés felirattal. A tematika és a kidolgozás hasonló az uralkodó egy másik, csak apró töredékeiben fennmaradt sztéléjéhez (Narám-Szín győzelmi sztéléjének töredékei).
A sztélét az Akkád Birodalom hanyatlása után egy elámi hadjárat alkalmával Szúzába vitték az i. e. 1. évezred vége felé, és itt találták meg. Ma a párizsi Louvre-ban látható.

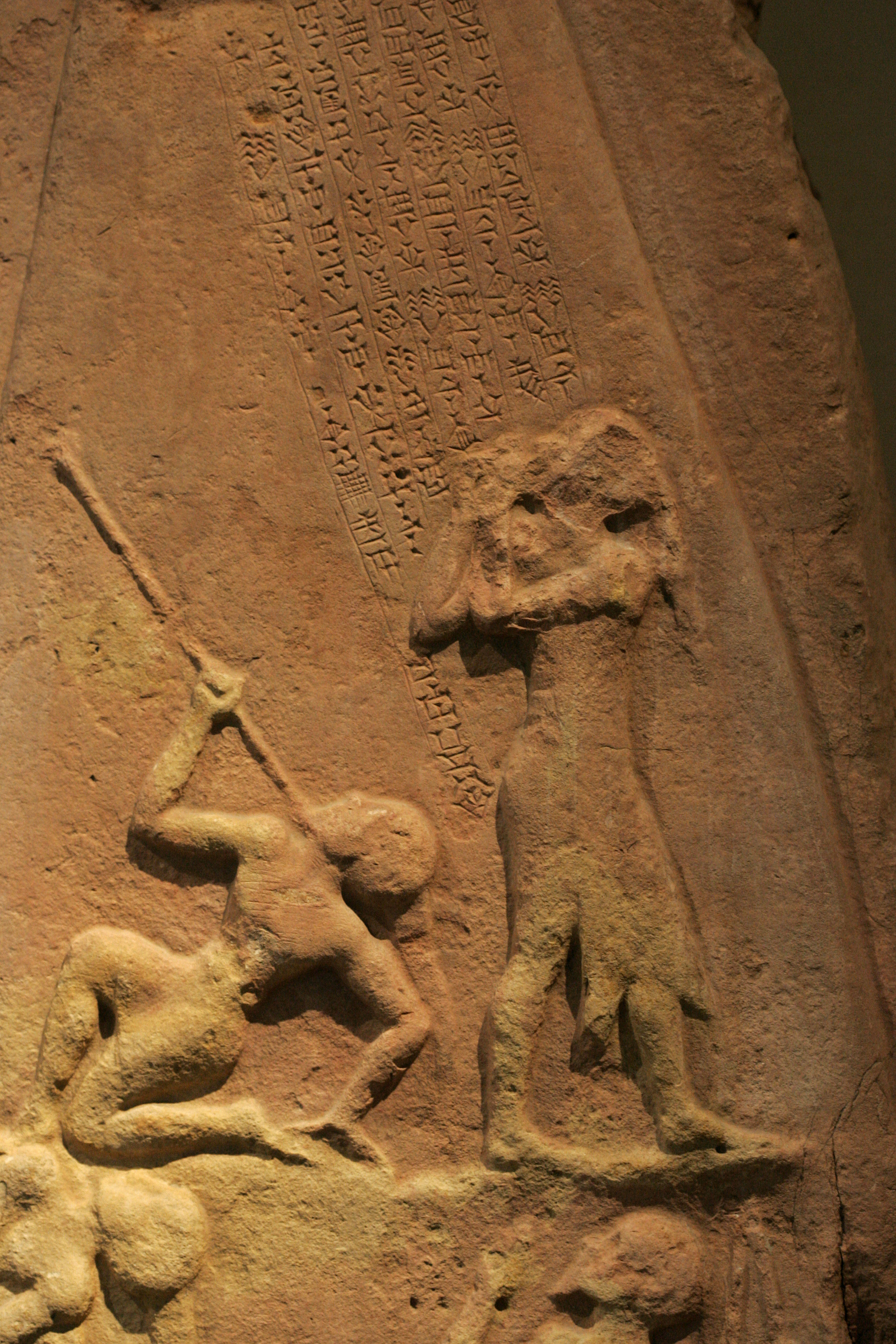
A feliratmező
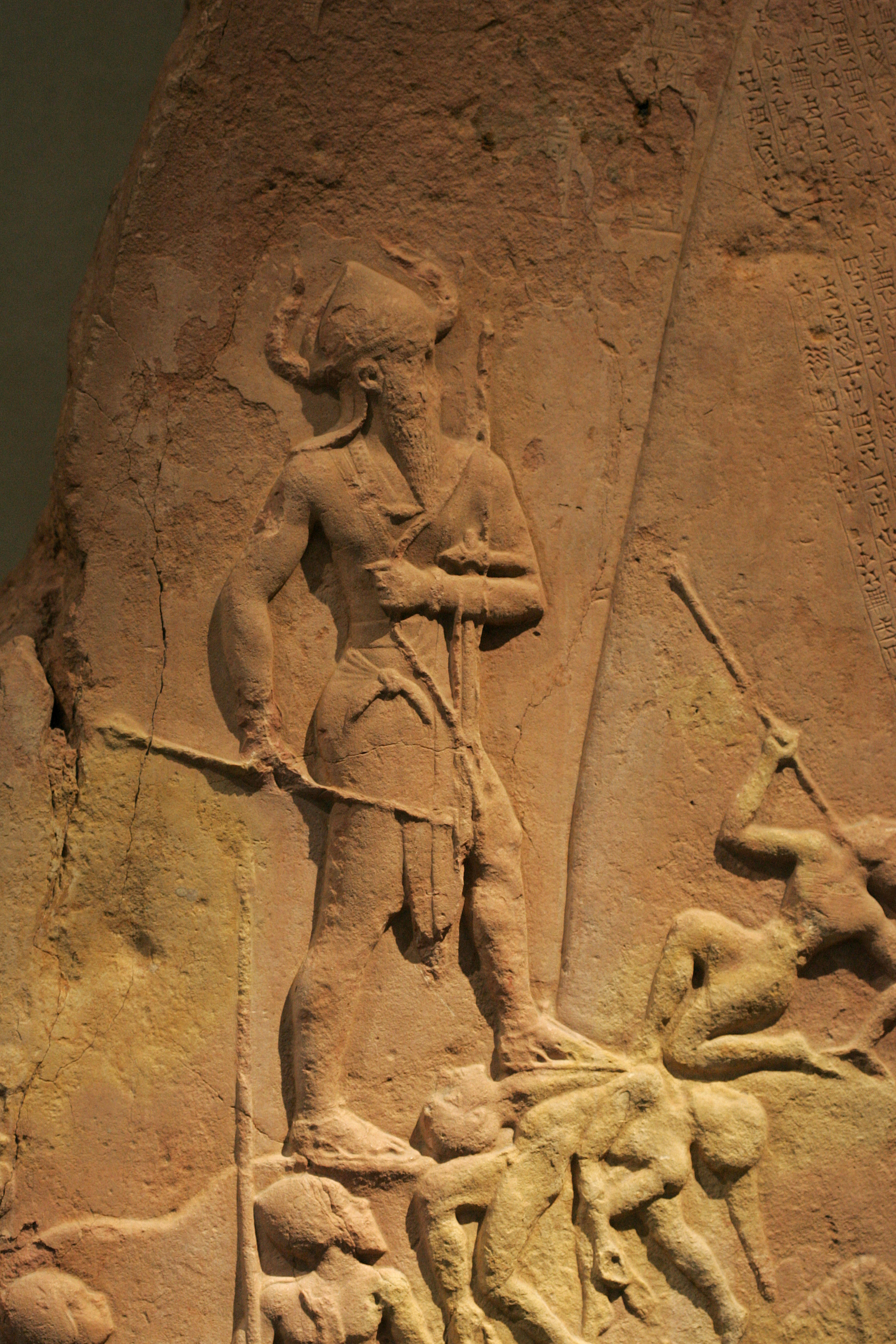
Narám-Szín a sztélén
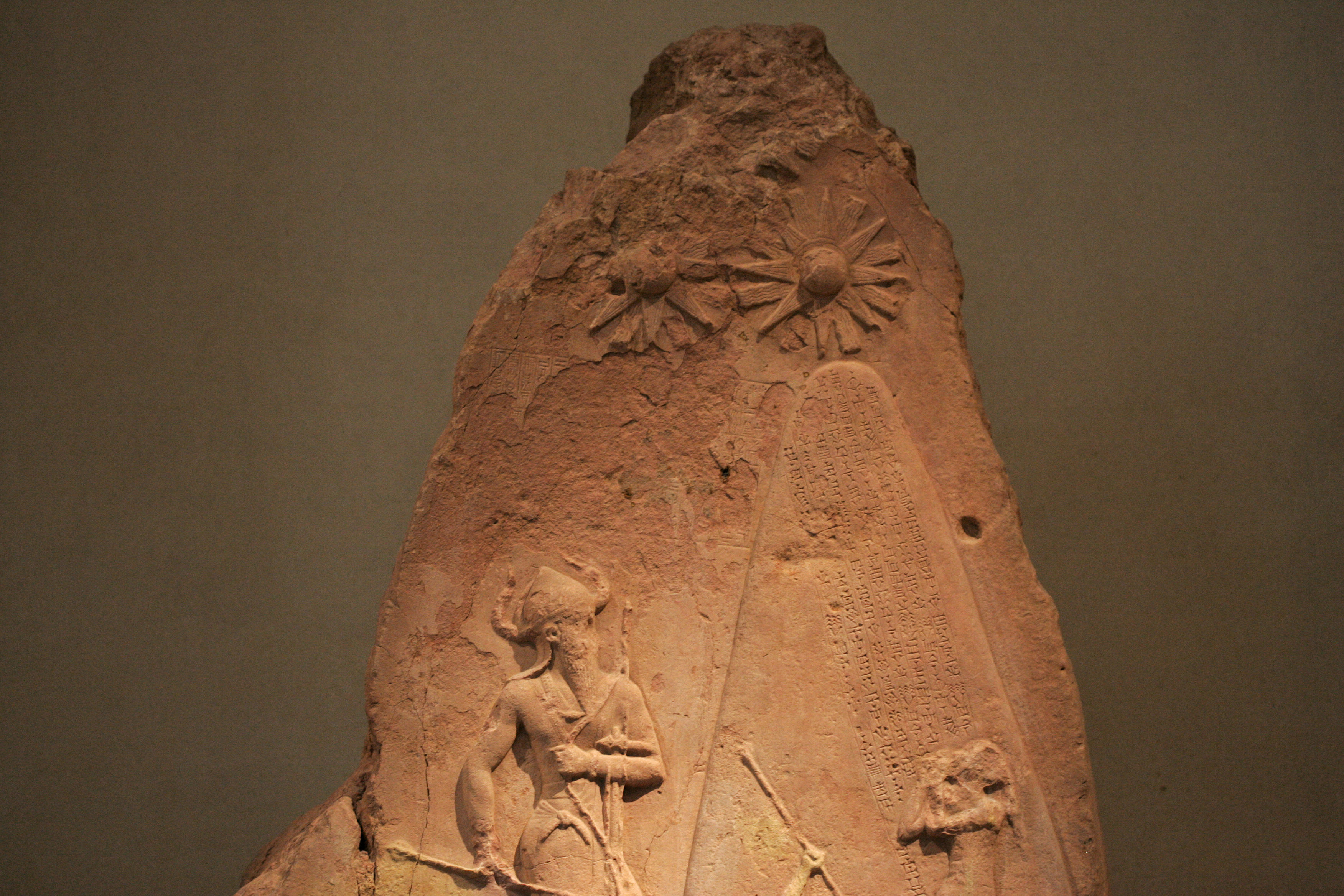
A sztélé csúcsa a feliratmezővel és Narám-Szín alakjával
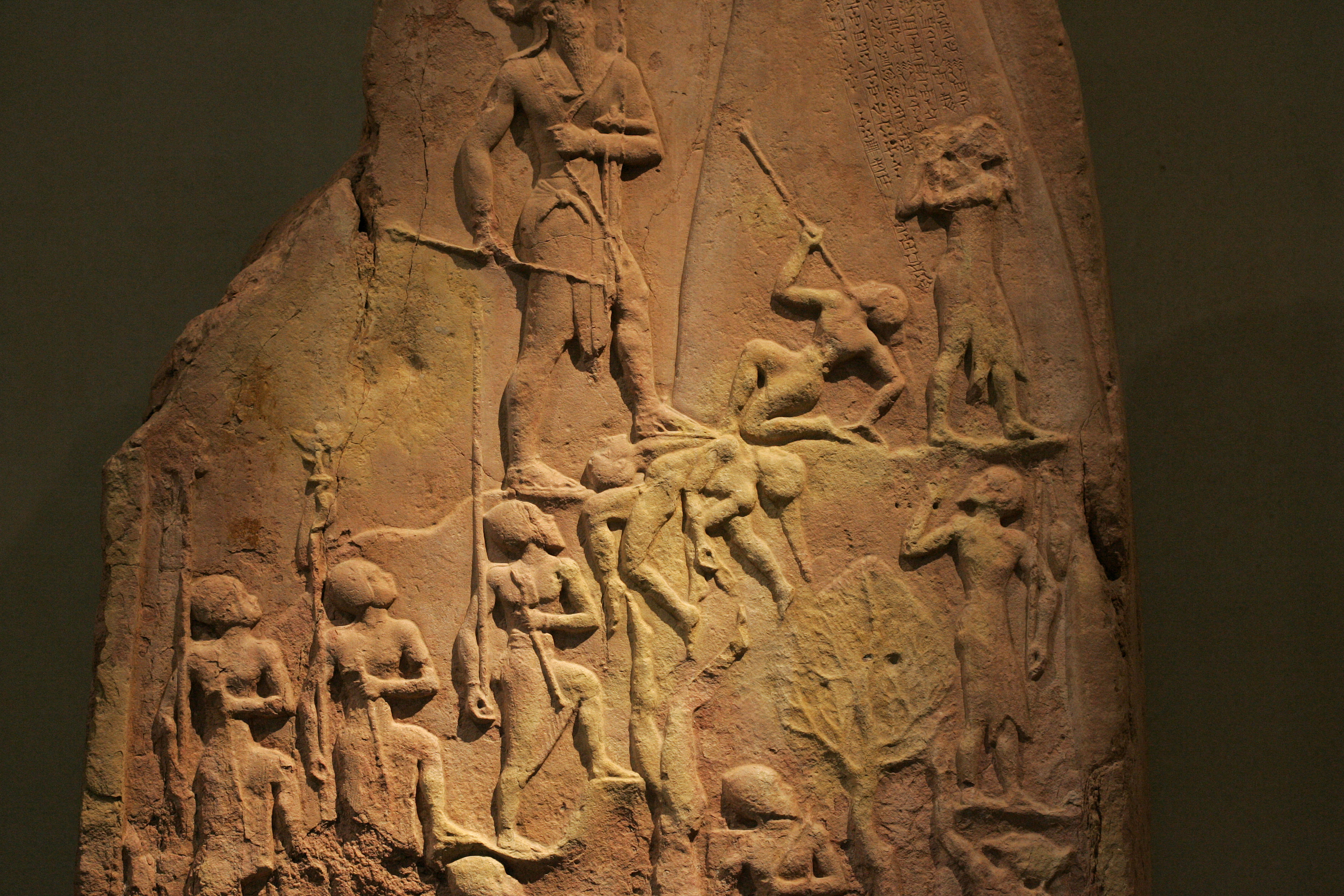
A sztélé középső része az akkád sereggel és az ellenséggel
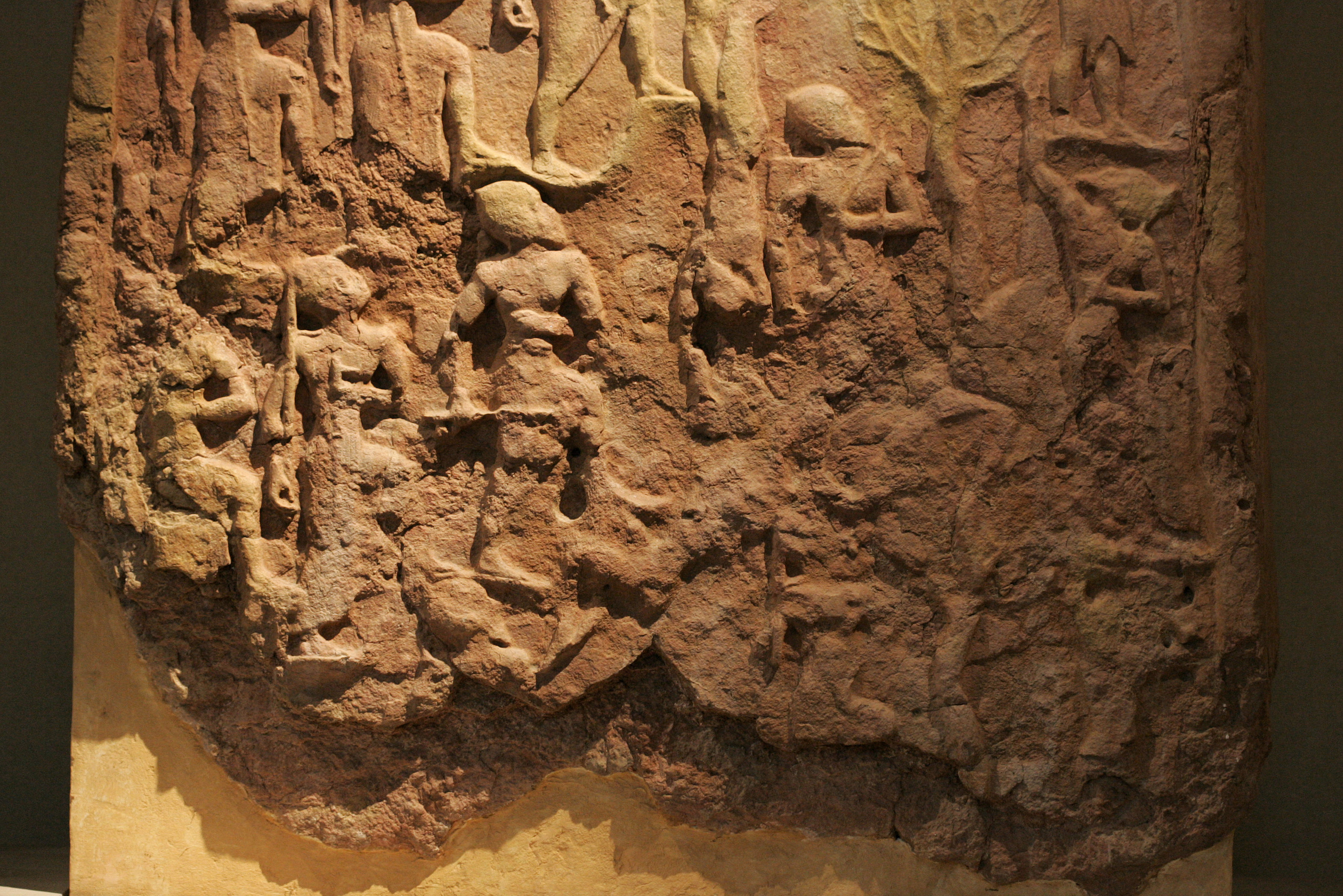
A sztélé törött alsó része
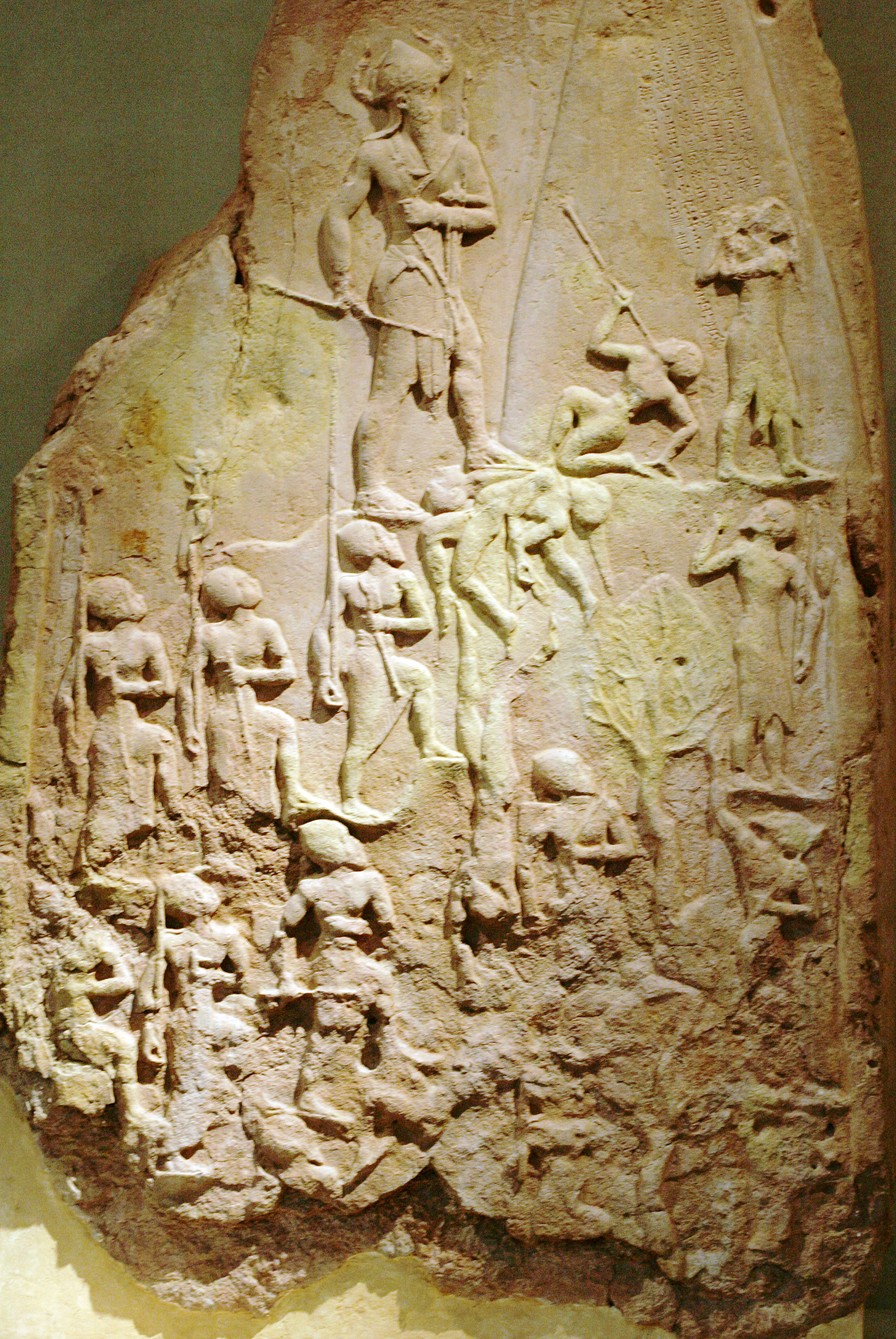
A sztélé figurális ábrázolásai együtt